# جيمس غرانت
جيمس غرانت (بالإنجليزية: James Grant)‏ (22 مايو 1964 في أستراليا - ) هو لاعب دوري الرغبي ولاعب اتحاد الرغبي ولاعب كرة قدم أسترالي في مركز وسط ‏. لعب مع نادي هال ‏.